# Ban Gnangteu
Ban Gnangteu – wieś położona w południowo-wschodnim Laosie, w prowincji Attapu, w dystrykcie Phouvong.